# Diego Vecchio
Diego Vecchio (Buenos Aires, 1969) es un novelista, ensayista y traductor argentino. En 2017, fue finalista del XXXV Premio Herralde de Novela.

## Biografía
Diego Vecchio nació en Buenos Aires en 1969. Cursó sus estudios secundarios en el Liceo Naval Almirante Guillermo Brown y estudió psicología en la Universidad de Buenos Aires. En 1992 se trasladó a París, donde realizó estudios de psicoanálisis, filosofía y literatura. 
En 2001 defendió una tesis sobre la obra de Macedonio Fernández, publicada como Egocidios: Macedonio Fernández y la liquidación del Yo (2003). En 2015, defendió su HDR (Habilitation à Diriger des Recherches), con un trabajo sobre Mario Levrero y la parapsicología, publicado como El demonio telepático (2022). 
Actualmente dicta clases de literatura hispanoamericana y anima talleres de escritura creativa en la Universidad París VIII Vincennes-Saint-Denis.

## Trayectoria literaria
La producción literaria de Vecchio se caracteriza por lo que la crítica ha denominado "erudición humorística". Sus narraciones son "ficciones enciclopédicas", que retoman de manera crítica y paródica teorías científicas erróneas u obsoletas.
Su primera publicación, Historia calamitatum (2000), es una novela epistolar que recrea la historia de Abelardo y Eloísa en versión homoerótica, con un intercambio de cincuenta y ocho cartas, escritas en un simulacro del español de la época barroca. Le siguieron Microbios (2006), una compilación de nueve casos clínicos de escritores que padecen enfermedades provocadas por la literatura, que imitan de manera humorística los discursos médicos del siglo XIX y Osos (2006), novela corta que explora en clave gay las fronteras entre la literatura adulta y la literatura infantil, mezclando el mundo humano con el mundo animal.
Su obra más reconocida es La extinción de las especies (2017), finalista del XXXV Premio Herralde de Novela. La extinción de las especies propone una historia alternativa del Instituto Smithsoniano de Washington D.C., confundiendo personajes reales e imaginarios y parodiando teorías científicas decimonónicas. La novela critica los límites de la utopía positivista, la obsesión taxonómica y el coleccionismo de los museos.

## Recepción crítica
La crítica ha comparado la escritura de Diego Vecchio con la de Gustave Flaubert, Macedonio Fernández, Jorge Luis Borgesy Juan Rodolfo Wilcock por su tratamiento irónico del saber científico. Sus obras han sido traducidas al francés, portugués, inglés, hebreo, búlgaro y turco. Ha participado en festivales literarios internacionales como la FLIP en Brasil y en Francia, les Lettres du Mondes, les Assises de la Traduction y les Belles Latinas.

## Obra

### Relatos y novelas
- Historia calamitatum (Paradiso, 2000)
- Microbios (Beatriz Viterbo, 2006)
- Osos (Beatriz Viterbo, 2010)
- La extinción de las especies (Anagrama, 2017, Finalista del XXXV premio Herralde de novela)

### Ensayos y ficciones críticas
- Egocidios: Macedonio Fernández y la liquidación del yo (Beatriz Viterbo, 2003).
- El demonio telepático (Mardulce, 2022)

### Premios
- 2017: Finalista del XXXV Premio Herralde de novela.